# Ischyromene cordiforaminalis
Ischyromene cordiforaminalis är en kräftdjursart som först beskrevs av Charles Chilton 1883.  Ischyromene cordiforaminalis ingår i släktet Ischyromene och familjen klotkräftor.
Artens utbredningsområde är havet kring Nya Zeeland. Inga underarter finns listade i Catalogue of Life.